# Der Senator für Kultur
Der Senator für Kultur der Freien Hansestadt Bremen ist als Kultursenator für den Bereich Inneres als Oberste Landesbehörde zuständig und stellt damit das Kulturministerium des Landes Bremen dar. Senator für Kultur im Senat der Freien Hansestadt Bremen ist seit 2019 Bürgermeister Andreas Bovenschulte (SPD). Staatsrätin ist Carmen Emigholz (SPD).

## Geschichte
Einen explizit für Kultur zuständigen Senator gab es erstmals 1948 im Senat Kaisen III mit einem Senator für Landeskultur. Seit 1971 ist der Bereich „Kunst“ bzw. „Kultur“ dauerhaft im Senat vertreten. Meist war er dem Bereich „Wissenschaft“ bzw. „Bildung“ angegliedert, zwischenzeitlich jedoch auch dem Senator für Inneres oder für Jugendarbeit. Seit 2003 existiert eine eigenständige Senatsbehörde für Kultur, die seit 2007 dem Bremer Bürgermeister untersteht.
Die senatorische Behörde hat zum Stand 2019 etwa 40 Mitarbeiter und besitzt einen Etat von rund 82 Mio. €.

## Organisation
Die Dienststelle ist neben dem Leitungsbereich in folgende Abteilungen gegliedert:
- Abteilung 1: Kultur
  - Fachreferat 10: Theater, Tanz, Musik
  - Fachreferat 11: Museen, Staatsarchiv, Landesamt für Denkmalpflege, Landesarchäologie, Obere Denkmalschutzbehörde
  - Fachreferat 12: Bildende Kunst, KiöR, Städtische Galerie, Literatur und Medien, Regional- und Minderheitensprachen, Kulturaustausch
  - Fachreferat 13: Stadtkultur, Bürgerhäuser, Kulturpädagogik, Frauenkultur, Integration
- Abteilung Z: Finanzen, Personal und Organisation
- Abteilung 3: Justiziariat, Rechtsangelegenheiten

## Ämter und Einrichtungen
Folgende Dienststellen und Betriebe sind dem Senator für Kultur zugeordnet:
- Zugeordnete Dienststellen
  - Staatsarchiv
  - Landesamt für Denkmalpflege
  - Landesarchäologe
- Eigenbetriebe
  - Musikschule Bremen
  - Bremer Volkshochschule
  - Stadtbibliothek Bremen